# Bryant Thomas Castellow
Bryant Thomas Castellow (* 29. Juli 1876 bei Georgetown,  Quitman County, Georgia; † 23. Juli 1962 in Cuthbert, Georgia) war ein US-amerikanischer Politiker. Zwischen 1932 und 1937 vertrat er den Bundesstaat Georgia im US-Repräsentantenhaus.

## Werdegang
Bryant Castellow besuchte die öffentlichen Schulen seiner Heimat sowie die High Schools in Eufaula (Alabama) und Coleman. Danach studierte er an der Mercer University in Macon. Nach einem anschließenden Jurastudium an der University of Georgia in Athens und seiner im Jahr 1897 erfolgten Zulassung als Rechtsanwalt begann er in Fort Gaines in seinem neuen Beruf zu  arbeiten. In den Jahren 1897 und 1898 fungierte er als Schulrat in Coleman. Zwischen 1899 und 1902 war er Hauptmann einer Infanterieeinheit der Staatsmiliz. In den Jahren 1900 und 1901 übte Castellow auch das Amt des Staatsanwalts im Clay County aus. In diesem Bezirk war er anschließend bis 1905 als Richter tätig. Im Jahr 1906 zog er nach Cuthbert, wo er bis 1912 als Konkursverwalter arbeitete. Zwischen 1913 und 1932 war Castellow Staatsanwalt im Gerichtsbezirk von Pataula.
Nach dem Rücktritt des Kongressabgeordneten Charles R. Crisp wurde er bei der fälligen Nachwahl für den dritten Sitz von Georgia als dessen Nachfolger in das US-Repräsentantenhaus in Washington, D.C. gewählt. Dort trat er am 8. November 1932 sein neues Mandat an. Nach zwei Wiederwahlen konnte er bis zum 3. Januar 1937 im Kongress verbleiben. In dieser Zeit wurden dort viele New-Deal-Gesetze der Bundesregierung unter Präsident Franklin D. Roosevelt verabschiedet.
Im Jahr 1936 verzichtete Bryant Castellow auf eine erneute Kandidatur. Nach seinem Ausscheiden aus dem US-Repräsentantenhaus zog er sich in den Ruhestand zurück. Er starb am 23. Juli 1962 in Cuthbert und wurde dort auch beigesetzt.